# Kreis Hadersleben
| Basisdaten                 | Basisdaten          |
| -------------------------- | ------------------- |
| Preußische Provinz         | Schleswig-Holstein  |
| Regierungsbezirk           | Schleswig           |
| Kreisstadt                 | Hadersleben         |
| Bestandszeitraum           | 1867–1920           |
| Fläche                     | 1.786,62 km² (1910) |
| Einwohner                  | 63.575 (1910)       |
| Bevölkerungsdichte         | 36 Einw./km² (1910) |
| Gemeinden                  | 133 (1910)          |
| Gutsbezirke                | 5 (1910)            |
| Provinz Schleswig-Holstein |                     |
|                            |                     |

Der Kreis Hadersleben war von 1867 bis 1920 ein Landkreis in der preußischen Provinz Schleswig-Holstein. Als Teil von Nordschleswig kam sein Gebiet 1920 zu Dänemark.

## Geschichte
Nach dem Deutsch-Dänischen Krieg von 1864 wurde Schleswig – und damit das Amt Hadersleben – von Preußen und Österreich besetzt und schließlich 1867 von Preußen annektiert. Als Ersatz für die Königlich-dänischen Enklaven um Mögeltondern und Westerland Föhr verblieben einige Gemeinden des Amtes Hadersleben bei Dänemark. Zudem wurde die Grenze in einigen Bereichen begradigt.
Der Kreis Hadersleben wurde 1867 „aus der Stadt Hadersleben; dem Flecken Christiansfeld; dem Oster- und Westeramt Hadersleben mit der Insel Aarö, den enklavirten adeligen Gütern und vormals Jütischen Enklaven, sowie den bisher zum Amte Lügumkloster gehörigen enklavirten Landstellen“ gebildet. Die Hardesgerichte und das Haderslebener Stadtgericht wurden durch Amtsgerichte ersetzt und die Harden als Polizeibezirke zu größeren Hardesvogteien zusammengefasst. 1869 trat die Landgemeindeordnung in Kraft.
Als nördlichster Grenzkreis im Westen des damaligen Deutschen Reichs hatte der Kreis Hadersleben eine unbequeme Randlage, da der Verkehr mit dem nördlichen Hinterland jenseits der Grenze erschwert war. Dafür profitierten Kolding und das neu gegründete Esbjerg im südlichen Dänemark von der Ausschaltung der Konkurrenz der schleswigschen Städte. Zwar wurde die Industrie in Hadersleben ausgebaut, und die Kreisstadt hatte zudem als Garnisonstadt und beliebter Alterswohnsitz Bedeutung. Doch im Ganzen blieb der Kreis agrarisch geprägt und hatte wenig Entwicklungsmöglichkeiten. Vor allem Christiansfeld, das nur fünf Kilometer von der Grenze entfernt lag, geriet in Stagnation. Die Infrastruktur wurde vor allem durch ein dichtes Netz von Kleinbahnen ausgebaut, deren Eigner der Kreis war (Haderslebener Kreisbahn). Allerdings wurden diese oft sehr kurvenreich ausgebaut und hatten nur in Scherrebek und Woyens Verbindung mit den Hauptbahnen – sowie in Hadersleben über die Stichbahn nach Woyens. Eine Verbindung zur benachbarten Apenrader Kreisbahn bestand mit der Bahnstrecke Branderup–Osterterp nur während des Ersten Weltkrieges zwischen 1916 und 1919.
1920 wurde der Kreis aufgelöst und das Gebiet auf Grund der im Friedensvertrag von Versailles vorgesehenen Volksabstimmung in Schleswig an Dänemark abgetreten und in das Amt Hadersleben umgewandelt.

## Landräte
- 1868–1870: Otto Kjer
- 1871–1881: Jonas von Rosen
- 1881–1892: Arthur Schreiber
- 1894–1900: Karl Mauve
- 1901–1908: Johannes Becherer
- 1909–1913: Gottfried von Dryander
- 1914–1920: Hugo Löw von und zu Steinfurt

## Amtsbezirke und Gemeinden
Bei Bildung der Amtsbezirke 1889 bestand der Kreis aus der Kreisstadt Hadersleben und dem Flecken Christiansfeld, sowie aus 133 Landgemeinden und fünf Gutsbezirken, die sich wie folgt auf die 29 Amtsbezirke verteilten:
Amtsbezirk Aastrup
- Aastrup
- Orby
- Wonsbek

Amtsbezirk Aggerschau
- Aggerschau
- Baulund
- Geestrup
- Mellerup
- Rangstrup

Amtsbezirk Alt Hadersleben
- Alt Hadersleben
- Bramdrup
- Erleff
- Fredstedt
- Ladegaard I
- Moltrup
- Süderotting
- Gutsbezirk Haderslebener Damm
- Teile des Forstgutsbezirks Hadersleben I

Amtsbezirk Beftoft
- Beftoft
- Hjartbro
- Hürup II
- Strandelhjörn

Amtsbezirk Branderup
- Arrild
- Branderup
- Hönning
- Roost
- Rurup

Amtsbezirk Fjelstrup
- Anslet
- Bjerning
- Errigstedt
- Fjelstrup
- Knud
- Sillerup

Amtsbezirk Frörup
- Frörup
- Hjerndrup

Amtsbezirk Gramm
- Brendstrup
- Endrupskov
- Fohl
- Grammby
- Kastrup
- Thiset
- Westerlinnet
- Gutsbezirk Gramm

Amtsbezirk Halk
- Grarup
- Halk
- Heisagger
- Soed

Amtsbezirk Hammeleff
- Hammeleff
- Ladegaard II
- Stüding

Amtsbezirk Hoirup II
- Hoirup II
- Spandet
- Forstgutsbezirk Hadersleben III

Amtsbezirk Hoptrup
- Djernis
- Hoptrup
- Kirkeby
- Kjestrup
- Mastrup
- Süderballig

Amtsbezirk Hügum
- Fedstedt
- Hjortwatt
- Hügum

Amtsbezirk Hvidding
- Hvidding
- Reisby

Amtsbezirk Jels
- Grönnebek
- Jels

Amtsbezirk Lintrup
- Dover
- Hjerting
- Lintrup
- Meilby
- Tornum

Amtsbezirk Nustrup
- Bek
- Gabel
- Kolsnap
- Nustrup
- Skibelund

Amtsbezirk Oesby
- Aaroe
- Flauth
- Haistrup
- Hürup I
- Quistrup

Amtsbezirk Roagger
- Gonsagger
- Roagger
- Wodder

Amtsbezirk Rödding
- Osterlinnet
- Rödding

Amtsbezirk Scherrebek
- Astrup
- Bröns
- Haverwatt
- Ostergasse
- Scherrebek (Kreis Hadersleben)
- Westergasse

Amtsbezirk Schottburg
- Kjöbenhoved
- Langetwedt
- Schottburg

Amtsbezirk Sommerstedt
- Kastwraa
- Leerdt
- Oerstedt
- Oxenwatt
- Refsoe
- Sommerstedt
- Forstgutsbezirk Hadersleben II

Amtsbezirk Stepping
- Andrup
- Bjerndrup
- Hoirup I
- Stepping

Amtsbezirk Toftlund
- Aabel
- Allerup
- Götterup
- Stenderup
- Tieslund
- Toftlund

Amtsbezirk Tyrstrup
- Aller
- Boiskov
- Fauerwraa
- Seggelund
- Skovhuus
- Skovrup
- Stubbum
- Taarning
- Tyrstrup
- Winderup-Faustrup

Amtsbezirk Wilstrup
- Kjelstrup
- Lunding
- Norder Wilstrup
- Süder Wilstrup
- Wandling

Amtsbezirk Wittstedt
- Abkjer
- Arnitlund
- Högelund
- Oberjersdal
- Skovby
- Ustrup
- Weibüll
- Teile des Forstgutsbezirks Hadersleben I

Amtsbezirk Woyens
- Jägerup
- Maugstrup
- Simmerstedt
- Skrydstrup
- Woyens